# Gerippte Grasschnecke

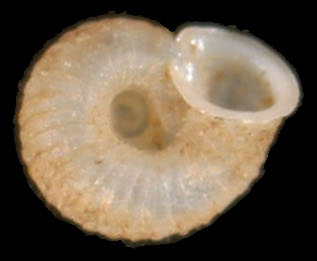
Blick von unten in die Mündung und den Nabel

Die Gerippte Grasschnecke (Vallonia costata) ist eine auf dem Land lebende Schneckenart aus der Familie der Grasschnecken (Valloniidae); die Familie gehört zur Unterordnung der Landlungenschnecken (Stylommatophora).

## Merkmale
Das fast scheibenförmige Gehäuse ist etwa 1,1 bis 1,6 mm hoch und 2,2 bis 2,7 mm breit. Das Gewinde hebt sich nur sehr wenig aus der Ebene. Es sind bis 3 ¼ Windungen vorhanden, die leicht geschultert sind; die Peripherie liegt etwas oberhalb der Mitte der Windungen. Das Embryonalgehäuse nimmt 1 1/8 Windungen ein. Die Windungen nehmen zunächst rasch und regelmäßig zu. Die letzte Windung steigt aus der Windungsachse ab und nimmt stark, fast trichterartig zu. Die Umgänge sind stark gewölbt, umgreifen sich im Querschnitt gesehen aber nur wenig. Der Nabel ist sehr weit offen, fast schüsselförmig. Die meist rundliche Mündung steht sehr schief zur Spiralachse. Die Ansatzstellen des Mundsaumes an die vorige Windung sind einander angenähert und durch einen dünnen Kallus miteinander verbunden. Der Mundsaum ist stark bogenartig umgeschlagen und bildet eine kräftige, weiße, krempenähnliche Lippe, die vom scharfen Mundsaum durch eine breite Rinne getrennt ist. Das Embryonalgehäuse zeigt meist deutliche Spirallinien, die aber fast ausschließlich auf das Peristrakum beschränkt sind. Die Oberfläche des Teleoconchs weist regelmäßig angeordnete und recht scharfe Rippen auf. Zusätzlich zu den Rippen sind noch feine, oft unregelmäßige Anwachsstreifen vorhanden. Die Rippen haben einen hohen Anteil aus organischem Periostracum. Bei stark verwitterten Gehäusen, bei denen das Periostracum schon fehlt bzw. organisch abgebaut ist, sind die Rippen daher nur schwer erkennbar. Das Gehäuse ist grau-weiß, gelblich bis bräunlichgrau. Die Gehäusewand ist dünn bis mittelstark, die Schale ist ein wenig durchscheinend. Die Lippe scheint nach außen als breiter weißer Streifen rings um die Mündung durch. Die Radula hat 29 Elemente pro Querreihe, insgesamt sind etwa 70 Querreihen vorhanden.
Die meisten Exemplare sind aphallisch, d. h. haben die männlichen Endausführgänge im zwittrigen Geschlechtsapparat reduziert. Sie vermehren sich durch Selbstbefruchtung. In den wenigen Exemplaren, bei denen die männlichen Endausführgänge noch vorhanden sind (euphallisch), zweigt der Samenleiter (Vas deferens) früh vom Eisamenleiter (Spermovidukt) ab. Er geht allmählich in den Epiphallus über, der etwas kürzer als der Penis ist. Am Übergang Epiphallus/Penis zweigt ein sehr langer, dünner Appendix mit länglich-keulenförmigem Ende ab. Der Retraktormuskel splittet sich am Ende auf und inseriert an Epiphallus und dem Appendix, jeweils nahe dem Penis. Der freie Eileiter ist kürzer als die Vagina. Der Stiel der Spermathek ist kurz und dünn, die Blase länglich-eiförmig und nur mäßig groß.

### Ähnliche Arten
Die Gerippte Grasschnecke ähnelt der Schwäbischen Grasschnecke (Vallonia suevica) in Form und Größe des Gehäuses. Letztere besitzt aber keine Rippen. Bei den anderen Vallonia-Arten ist der Mündungsrand nicht so breit und stark nach außen gebogen. Außerdem fehlt die Berippung. Lediglich Vallonia enniensis ist berippt, jedoch feiner und dichter.

## Geographische Verbreitung und Lebensraum
Die Gerippte Grasschnecke kommt in ganz Europa, in Nordeuropa bis auf etwa 70° nördlicher Breite (hier nur entlang der Küsten), von der Iberischen Halbinsel im Westen bis in den russischen Fernen Osten vor. Sehr wahrscheinlich kommt sie auch in Nordamerika vor. Damit hätte sie ein holarktische Verbreitung. Nach Gerber (1996) beruhen diese Nachweise aber wahrscheinlich auf Verwechslungen mit anderen berippten Vallonia-Arten. Im Süden des Verbreitungsgebietes ist sie in der Türkei und Nordwestafrika nachgewiesen. In Zentralasien ist die Art im Iran, Afghanistan, Kaschmir und in der Mongolei nachgewiesen. Die Art kommt außerdem auf den Kanarischen Inseln, Madeira und den Azoren vor. In den Alpen steigt sie bis in 2200 m über Meereshöhe. Sie ist auch anthropogen nach Südafrika verschleppt worden.
Sie bevorzugt mäßig feuchte bis eher trockene, offene Habitate wie Geröll, Steinmauern, halbtrockenen Rasen, Sanddünen, selten auch in trockenen, lichten Wäldern, sehr selten auch in Sümpfen.

## Lebensweise
Unter Laborbedingungen fraßen die Tiere gerne welke Blätter des Filzigen Hornkrauts (Cerastium tomentosum) und begannen bereits Anfang März mit der Eiablage. Pro Tag wurde nur ein Ei abgelegt, oft aber mehrere Tage hintereinander, aber auch mit Intervallen von bis zu vier Tagen. Die Eiablage endete noch im März. Die Eier sind weißlich und undurchsichtig. Sie sind abgeplattet, 0,5 mm breit und 0,7 bis 0,8 mm lang. Die ausgeschlüpften Jungtiere haben eine milchig-weiße Farbe. Das Gehäuse ist gelblich und durchsichtig. Es ist 0,47 bis 0,52 mm breit und noch nicht berippt. Bei einem Durchmesser von 0,9 bis 1 mm sind aber bereits zehn Rippen ausgebildet.

## Taxonomie
Das Taxon wurde von Otto Friedrich Müller 1774 erstmals als Helix costata beschrieben. Typuslokalität ist Frederiksdal bei Kopenhagen (Dänemark). Sie wird heute übereinstimmend zur Gattung Vallonia Risso, 1826 gestellt. Manche Autoren scheiden noch zwei Unterarten Vallonia costata costata und Vallonia costata helvetica (Sterki, 1890) aus. Die Fauna Europaea lehnt diese Unterartgliederung jedoch ab.

## Gefährdung
Die Art ist in Deutschland nicht gefährdet.

## Belege

### Online
- AnimalBase: Vallonia costata (Müller, 1774)